# Aleuroplatus dentatus
Aleuroplatus dentatus là một loài côn trùng cánh nửa trong họ Aleyrodidae, phân họ Aleyrodinae.
Aleuroplatus dentatus được Sampson & Drews miêu tả khoa học đầu tiên năm 1941.